# Mouronho
Mouronho é uma povoação portuguesa sede da Freguesia de Mouronho do Município de Tábua, freguesia com 24,02 km² de área e 755 habitantes (censo de 2021), tendo, por isso, uma densidade populacional de 31,4 hab./km².

## História
A freguesia de Mouronho pertence ao Município de Tábua e distrito de Coimbra; está situada na margem direita do rio Alva, afluente do Mondego e dista cerca de oito quilómetros da sede municipal.
O orago da freguesia é São Julião que, segundo reza a lenda, era um rapaz de muito boa família, fidalgo da Corte e muito devoto. Um dia, a  família dele decidiu casá-lo com Brasiliza, e, para não contrariarem as suas famílias, decidiram aceder ao casamento, mas fizeram o acordo de se manterem castos para sempre. Tiveram uma vida dura, de sacrifício e renegação às riquezas, luxos e tentações. No seu palácio, viviam separados, dedicando-se ambos à educação e protecção de velhinhos, crianças, doentes e pobres, que ali albergavam e de quem cuidavam.

O topónimo "Mouronho" deriva do antropónimo latino "Mauronius", derivado de "Maurus", "Mauro", fazendo possivelmente referência a um senhor, possuidor de terras no local.

São escassas as informações relativas à freguesia, principalmente acerca da origem do seu povoamento; a própria arqueologia é rara e não permite induzir o que quer que seja acerca da ancianidade da ocupação humana no território.
Mouronho foi um priorado da apresentação da mitra e pertenceu ao concelho de Coja, até à sua extinção em 31 de Dezembro de 1853. Passou, então, para o concelho de Arganil e, em 24 de Outubro de 1855, foi anexada ao concelho de Tábua. Mouronho recebeu foral do Bispo D. Jorge, de Coimbra, documento que veio mais tarde a ser reconhecido por D. Manuel I, em Lisboa, a 12 de Setembro de 1514.

Do património cultural, edificado da freguesia de Mouronho, destacam-se: a Igreja Matriz e o solar de Taborda. A praia fluvial é um dos locais de maior interesse turístico da freguesia.
A nível económico, a população da freguesia de Mouronho ocupa-se essencialmente de atividades do setor primário, como a agricultura, na qual se destacam as produções cerealíferas; o comércio e o artesanato são também atividades fundamentais para o equilíbrio da economia local, destacando-se no artesanato a tecelagem.

## Aldeias
A Freguesia de Mouronho é constituída por 20 aldeias:

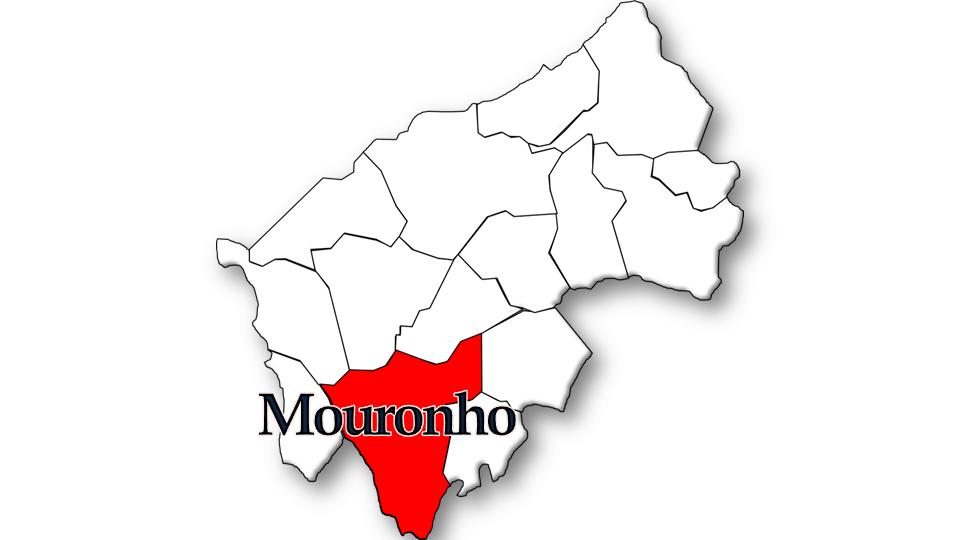
Localização no município de Tábua

- Alvoeira
- Canhestro
- Castanheira
- Catraia de Mouronho
- Fontão
- Malhada Velha
- Meda
- Mouronho
- Outeiro
- Pereira
- Pereirinha
- Pousadouros
- Ronqueira
- São Fagundo
- Serra da Moita
- Vale de Urze
- Venda da Serra
- Venda do Vale
- Vila Carvalhal
- Pousadouros

## Demografia
A população registada nos censos foi:
| Distribuição da População por Grupos Etários | Distribuição da População por Grupos Etários | Distribuição da População por Grupos Etários | Distribuição da População por Grupos Etários | Distribuição da População por Grupos Etários |
| -------------------------------------------- | -------------------------------------------- | -------------------------------------------- | -------------------------------------------- | -------------------------------------------- |
| Ano                                          | 0-14 Anos                                    | 15-24 Anos                                   | 25-64 Anos                                   | > 65 Anos                                    |
| 2001                                         | 145                                          | 120                                          | 446                                          | 273                                          |
| 2011                                         | 97                                           | 96                                           | 429                                          | 218                                          |
| 2021                                         | 67                                           | 72                                           | 379                                          | 237                                          |

## Património
- Igreja de S. Julião (matriz)
- Capelas de Nossa Senhora da Conceição, de Santa Eufémia, de São João Baptista e de S. João
- Casa oitocentista (e Capela de Nossa Senhora das Dores)
- Solar do Taborda
- Praia fluvial